# ナショナル・ボード・オブ・レビュー賞 (2006年)
第78回ナショナル・ボード・オブ・レビュー賞は2006年の映画を対象とした賞であり、2006年12月6日に発表され、2007年1月9日に授賞式が行われた。

## 受賞一覧
- 作品賞 - 『硫黄島からの手紙』

（トップ10、以下アルファベット順）
- 『バベル』
- 『ブラッド・ダイヤモンド』
- 『ディパーテッド』
- 『プラダを着た悪魔』
- 『父親たちの星条旗』
- 『ヒストリーボーイズ』
- 『リトル・ミス・サンシャイン』
- 『あるスキャンダルの覚え書き』
- The Painted Veil

- 外国語映画賞 - 『ボルベール〈帰郷〉』 （ スペイン）

（トップ5）
- 『ボルベール〈帰郷〉』

（以下アルファベット順）
- 『王妃の紋章』 （ 中国）
- 『デイズ・オブ・グローリー』 （ アルゼンチン他）
- 『パンズ・ラビリンス』 （ メキシコ）
- 『ウォーター』 （ カナダ）

- ドキュメンタリー映画賞 - 『不都合な真実』

（トップ5）
- 『不都合な真実』

（以下アルファベット順）
- 『バーチ通り51番地 理想の両親が隠した秘密』
- Iraq In Fragments
- 『ディクシー・チックス シャラップ&シング』
- Wordplay

- インディペンデント映画賞
  - 『ドリームズ・カム・トゥルー』
  - 『ボビー』
  - 『輝く夜明けに向かって』
  - 『敬愛なるベートーヴェン』
  - 『シティ・オブ・ドッグス』
  - 『ハーフネルソン』
  - 『幻影師アイゼンハイム』
  - 『リターン・トゥー・マイ・ラヴ』
  - 『シェリーベイビー』
  - 『素敵な人生のはじめ方』
  - 『サンキュー・スモーキング』

- 主演男優賞 - フォレスト・ウィテカー （『ラストキング・オブ・スコットランド』）
- 主演女優賞 - ヘレン・ミレン （『クィーン』）
- 助演男優賞 - ジャイモン・フンスー （『ブラッド・ダイアモンド』）
- 助演女優賞 - キャサリン・オハラ （For Your Consideration）
- アンサンブル演技賞 - 『ディパーテッド』
- ブレイクスルー男優賞 - ライアン・ゴズリング （『ハーフネルソン』）
- ブレイクスルー女優賞
  - ジェニファー・ハドソン （『ドリームガールズ』）
  - 菊地凛子 （『バベル』）

- 監督賞 - マーティン・スコセッシ （『ディパーテッド』）
- 新人監督賞 - ジェイソン・ライトマン （『サンキュー・スモーキング』）
- 脚本賞 - ザック・ヘルム （『主人公は僕だった』）
- 脚色賞 - ロン・ナイスワーナー （The Painted Veil）
- アニメーション映画賞 - 『カーズ』

- 功労賞 - イーライ・ウォラック
- ビリー・ワイルダー賞 （優秀な演出に対して） - ジョナサン・デミ
- 功労賞（制作） - アーウィン・ウィンクラー
- ウィリアム・K・エヴァーソン賞 （映画史に対して） - ドナルド・クリム
- ブルガリ賞 （表現の自由に対して）
  - 『ウォーター』
  - 『ワールド・トレード・センター』